# Rocky Ridge (Ohio)
Rocky Ridge es una villa ubicada en el condado de Ottawa en el estado estadounidense de Ohio. En el Censo de 2010 tenía una población de 417 habitantes y una densidad poblacional de 156,92 personas por km².

## Geografía
Rocky Ridge se encuentra ubicada en las coordenadas 41°31′50″N 83°12′48″O / 41.53056, -83.21333. Según la Oficina del Censo de los Estados Unidos, Rocky Ridge tiene una superficie total de 2.66 km², de la cual 2.62 km² corresponden a tierra firme y (1.46%) 0.04 km² es agua.

## Demografía
Según el censo de 2010, había 417 personas residiendo en Rocky Ridge. La densidad de población era de 156,92 hab./km². De los 417 habitantes, Rocky Ridge estaba compuesto por el 95.68% blancos, el 0% eran afroamericanos, el 0.48% eran amerindios, el 0% eran asiáticos, el 0% eran isleños del Pacífico, el 1.2% eran de otras razas y el 2.64% pertenecían a dos o más razas. Del total de la población el 5.04% eran hispanos o latinos de cualquier raza.